# Kebonsari (Sukodadi)
Kebonsari is een bestuurslaag in het regentschap Lamongan van de provincie Oost-Java, Indonesië. Kebonsari telt 2999 inwoners (volkstelling 2010).